# Belgrads Kvinnosällskap

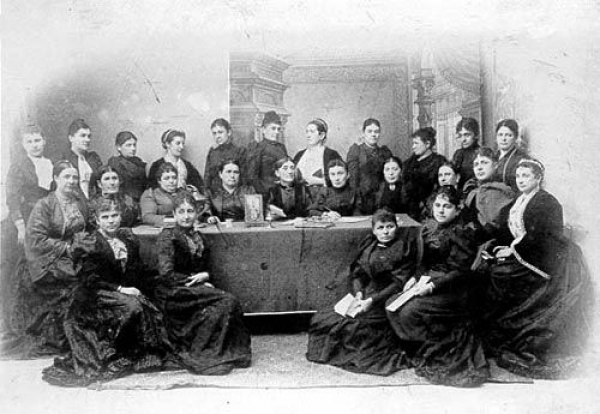
Beogradsko zensko drustvo - Uprava

Belgrads Kvinnosällskap var en kvinnoförening, grundad 1875 i furstendömet Serbien och aktiv till 1941. 
Föreningen grundades av Serbiens feministiska pionjär Katarina Milovuk. Den verkade för kvinnors rättigheter i kombination med patriotiskt välgörenhet för kvinnor och barn. Föreningen stödde införandet av rösträtt för kvinnor och bedrev skolor för flickor och yrkesutbildning för kvinnor. 
Det var den största kvinnoföreningen i Serbien tills grundandet av Circle of Serbian Sisters 1903. Efter andra världskriget försvann båda föreningarna och ersattes av Women's Antifascist Front of Yugoslavia.